# John H. Jackson Moot Court

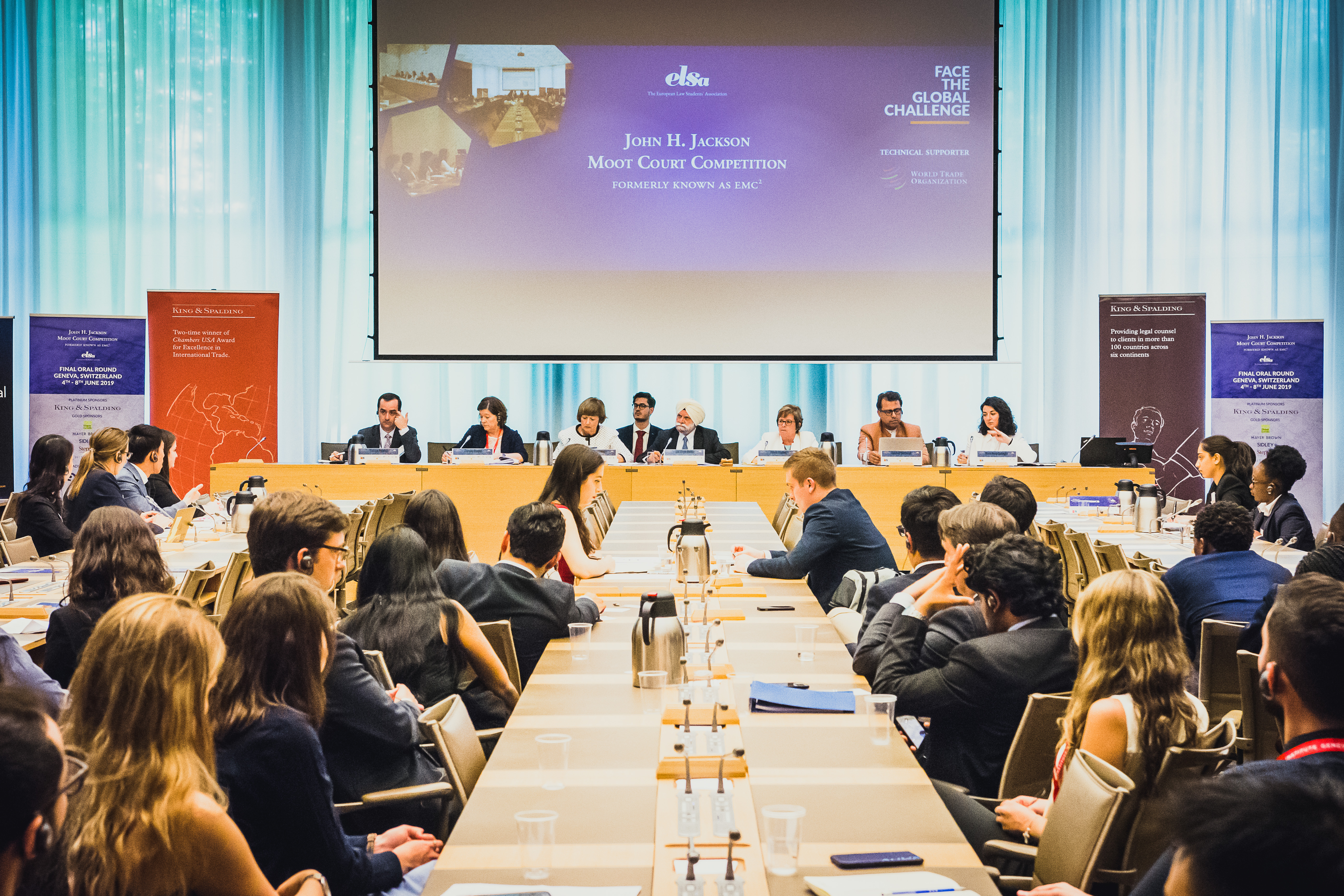
Plenum des Moot Court 2019

Die John H. Jackson Moot Court Competition ist ein internationaler Moot-Court-Wettbewerb, bei dem es um das Recht der Welthandelsorganisation (WTO) geht. Der Wettbewerb simuliert ein Verfahren vor einem WTO-Panel. Die Teams aus Jurastudentinnen und -studenten bekommen einen Fall, der von Experten im internationalen Handelsrecht ausgearbeitet wurde. Sie führen Recherchen zum Thema durch, bereiten eine juristische Argumentation vor und präsentieren ihre Argumente für beide Seiten des Rechtsstreits sowohl in Schriftsätzen als auch während mündlicher Runden vor einem Panel, welches aus WTO- und Handelsrechtexperten besteht.

## Organisation
Der Wettbewerb im Recht der Welthandelsorganisation wird von der European Law Students’ Association (ELSA) organisiert und von der Welthandelsorganisation unterstützt. Am 23. Juli 2021 unterzeichneten ELSA und die WTO eine neue Vereinbarung, welche die Unterstützung und Beteiligung der WTO am Moot Court formalisieren soll.
Zuerst hieß der Wettbewerb ELSA Moot Court Competition on the law of the WTO (EMC2), wurde dann aber 2018 zu Ehren des amerikanischen Rechtsprofessors John Howard Jackson umbenannt. Die Durchführung des Wettbewerbs, insbesondere die Anmeldung und Zusammensetzung der Panels sowie die Durchführung und Planung der Präsenzrunden, können auch andere Gastgeber wie Universitäten durchführen.
Der Schirmherr des Wettbewerbs ist seit 2020 der ehemalige Generaldirektor der WTO, Pascal Lamy.

## Sponsoren und Mitwirkende
Der Wettbewerb wird von verschiedenen Anwaltskanzleien und Universitäten gesponsert.
Die akademischen Hauptunterstützer sind die Georgetown University, das World Trade Institute (WTI) der Universität Bern und die European Public Law Organisation (EPLO).
In den mündlichen Runden des Wettbewerbs beteiligen sich als „Panelists“ ehemalige Mitglieder von Panel und Appellate Body, wie Peter Van den Bossche oder Valerie Hughes sowie Hochschullehrer wie die Georgetown-Professorin Jennifer Hillman oder Rechtsanwälte wie Isabelle van Damme. Die WTO schickt dabei eigene Experten in die Panels der regionalen Runden.

## Teilnehmende Universitäten
Am Moot Court nehmen zahlreiche renommierte Universitäten aus aller Welt teil.  Unter anderem nahmen aus den USA die Harvard Law School, und die Universität Georgetown und aus Deutschland die Westfälische Wilhelms-Universität Münster, die Universität Potsdam, und die Martin-Luther-Universität Halle-Wittenberg daran teil. 2021 gewann eine Universität aus Sri Lanka den Wettbewerb.
Im Jahr 2018 nahmen beispielsweise 99 Universitäten teil.

## Struktur des Moot Court

### Die Schriftsätze
In jedem Jahr um den 15. September wird der Fall für die kommende Durchführung des Moot Court veröffentlicht. Die Teams haben dann meist vier bis fünf Monate Zeit, Schriftsätze zu erstellen, in denen sie, ähnlich wie Anwälte, die beiden im Rechtsstreit vertretenen Länder repräsentieren. Diese werden dann nach Kriterien bewertet, die in Kombination mit den Bewertungen der zweiten Runde, darüber entscheiden, ob man in das Finale einzieht.

### Die mündliche Runde
Alle Teams, die Schriftsätze eingereicht haben, werden in regionale Runden eingeladen. Dort argumentiert man gegen andere Teams wie in einem Verfahren vor einem Panel des Dispute Settlement Body der WTO. Jeweils zwei Universitäten treten dabei gegeneinander an. Eine Universität vertritt dabei den Complainant (dt. den Beschwerdeführer), d. h. das Land, welches die Verletzung von WTO-Recht anprangert und das Verfahren eingeleitet hat. Die andere Universität vertritt das Land, dem eine Rechtsverletzung vorgeworfen wird. Die Vertreter beider Universitäten haben 45 Minuten Zeit ihre Argumente vorzutragen, werden jedoch von den Panelists mit Fragen zu ihren Argumenten, allgemeinem Recht der WTO oder Völkerrecht, unterbrochen. Es dürfen in den Runden jeweils nur drei Personen vortragen und jede Person darf um zwei Minuten Verlängerung bitten. Der Respondent (dt. der Antragsgegner) darf nur in dem Maße um Verlängerung bitten, die auch der Complainant genutzt hat. Nachdem beide Universitätsvertreter jeweils 45 Minuten mit Verlängerung gesprochen haben, darf der Complainant noch einmal für 5 Minuten auf die Argumente des Respondent antworten (Rebuttal, dt. Widerlegung). Auf dieses Rebuttal darf der Respondent ebenfalls mit 5 Minuten antworten (Sur-Rebuttal).

### Das Finale
Die 25 Teams, die in den regionalen Runden ausgewählt wurden, werden nach Genf zur WTO eingeladen. Der Ablauf des Verfahrens ändert sich in dieser Runde nicht. Bei der Abschlusszeremonie ist zumeist auch die Generaldirektorin oder der Generaldirektor der WTO präsent.
Neben der Auszeichnung des Gewinners werden auch noch Auszeichnungen für den besten Redner und die besten Schriftsätzen, jeweils für beide Seiten und allgemein, vergeben. Die Auszeichnung für die besten Schriftsätze des Respondent wurde beispielsweise nach der kanadischen Juristin und ehemaligem WTO-Panelmitglied Valerie Hughes benannt.

## Bisherige Veranstaltungen
(Quelle:)

### Gewinner
|     | Jahr    | Gewinner                                                              |
| --- | ------- | --------------------------------------------------------------------- |
| 1.  | 2002-03 | University College London, Vereinigtes Königreich                     |
| 2.  | 2003-04 | London School of Economics, Vereinigtes Königreich                    |
| 3.  | 2004-05 | City, University of London, Vereinigtes Königreich                    |
| 4.  | 2005-06 | Universität Sydney, Australien                                        |
| 5.  | 2006-07 | Universität Melbourne, Australien                                     |
| 6.  | 2007-08 | Universidad de los Andes, Kolumbien                                   |
| 7.  | 2008-09 | Universität Melbourne, Australien                                     |
| 8.  | 2009-10 | National University of Law, Indien                                    |
| 9.  | 2010-11 | Universität Melbourne, Australien                                     |
| 10. | 2011-12 | Hochschulinstitut für internationale Studien und Entwicklung, Schweiz |
| 11. | 2012-13 | Päpstliche Universität Xaveriana, Kolumbien                           |
| 12. | 2013-14 | Universität Athen, Griechenland                                       |
| 13. | 2014-15 | National University of Law, Indien                                    |
| 14. | 2015-16 | Päpstliche Universität Xaveriana, Kolumbien                           |
| 15. | 2016-17 | Harvard Law School, USA                                               |
| 16. | 2017-18 | Hochschulinstitut für internationale Studien und Entwicklung, Schweiz |
| 17. | 2018-19 | Strathmore University, Kenia                                          |
| 18. | 2019-20 | Government Law College, Mumbai, Indien                                |
| 19. | 2020-21 | Universität Colombo, Sri Lanka                                        |
| 20. | 2021-22 | Universität Zürich                                                    |
| 21. | 2022-23 | University of Ottawa                                                  |
| 22. | 2023-24 | Nationale Taras-Schewtschenko-Universität Kiew                        |
| 23, | 2024-25 | Strathmore University, Kenia                                          |

### Bisherige Fälle
|     | Fall | Fallautoren                                                           |
| --- | --- | --------------------------------------------------------------------- |
| 1.  | Bohemian Union – Import Restrictions on Tuna from the Empire of Avalon.                                  |                                                                       |
| 2.  | Dispute Concerning Mullavia - Measures Undertaken for the Establishment of the CUMCURIA Arrangement      | Dr James Mathis                                                       |
| 3.  | Dispute concerning Paradise – Differential Tariff Restrictions on Food Imports from Developing Countries | Prof. Robert Howse                                                    |
| 4.  | Subsidia – Agricultural Subsidies on Sweet Biscuits, Wheat & Pork                                        | Prof. Jacques Bourgeois; Prof. David A. Gantz; Dr. Laura Nielsen      |
| 5.  | Factoril – Compulsory Licensing of Pharmaceutical Patent                                                 | Dr Tania Voon                                                         |
| 6.  | Teleland – Measures Affecting Telecommunications Services                                                | Prof. Shin-yi Peng                                                    |
| 7.  | Ecoland – Measures Relating to Biofuels Made from Pine Cones                                             | Prof. Bradly Condon                                                   |
| 8.  | Ipland Certain Measures Affecting the Protection and Enforcement of Intellectual Property Rights         | Prof. Bryan Mercurio                                                  |
| 9.  | Russelia – Measures Affecting the Importation of Sheep and Sheep Products from Aldousia                  | Dr Tomer Broude; Dr Lukasz Gruszczynski                               |
| 10. | Über diesen Jahrgang sind auf der Website von ELSA keine Informationen abrufbar                          |                                                                       |
| 11. | Fixitania – Certain Measures affecting Financial Services and Influencing the Exchange-rate              | Prof. Dr. Christoph Herrmann                                          |
| 12. | Aquitania – Measures Affecting Water Distribution and Sewage Collection Services                         | Markus Krajewski                                                      |
| 13. | Viridium – Measures Affecting the Agricultural Sector                                                    | Nicolas Lamp                                                          |
| 14. | Eriador – Measures affecting the electricity sector                                                      | Andrew Lang                                                           |
| 15. | The CHIMEHA FTA between Chilo, Meco and Haito                                                            | Gabrielle Marceau                                                     |
| 16. | Borginia – Measures Affecting Trade in Textile Products                                                  | Prof. James J. Nedumpara                                              |
| 17. | Zycron – Certain Measures Related to Electric Vehicles Charging Points and Infrastructure                | Maria Anna Corvaglia; Rodrigo Polanco Lazo                            |
| 18. | Taikon – Requirements on the Importation of Prepared Foods and Live Animals from Astor                   | Geraldo Vidigal                                                       |
| 19. | Budica – Measures relating to the importation and marketing of nutrition food bars                       | Gustavo Guarín-Duque; Julián Becerra-Sánchez; Sara Lucía Dangón-Novoa |
| 20. | Alderaan – Measures concerning permanent magnet generators for windmills                                 | Victor Crochet; Marcus Gustafsson;                                    |
| 21. | Versania-Seizure of Vaccines in transit from Arion                                                       | Pramiti Parwani                                                       |
| 22. | Rutenia - Carbon Charge                                                                                  | Gracia Marin Duran, Iryna Polovets                                    |
| 23. | Alabasta – Certain measures affecting electronic goods and digital services                              | Marios Tokas, Panagiotis A. Kyriakou                                  |